# Tom Everett Scott
Thomas "Tom" Everett Scott (7 de setembro, 1970) é um ator estadunidense. Ele é talvez mais conhecido por seus papeis como baterista Guy Patterson no filme de 1996 That Thing You Do!, como detetive Russell Clarke em Southland para as três primeiras temporadas da série e trabalhou no seriado E.R., além de ter protagonizado vários personagens no cinema e na televisão.

## Vida e Carreira
Scott nasceu em East Bridgewater, Massachusetts, onde ele era o terceiro de quatro filhos, de um pai, Bill Scott, que é engenheiro civil e sua mãe, Cindy Scott, uma vendedora de seguros. Casado com Jenni Gallagher desde 1997.
Seu primeiro papel de Scott notável foi aparecendo como Mateus na televisão comédia de situação Grace Under Fire (1995-1997). Ele interpretou o personagem-título fora do casamento, filho, que ela havia colocado para adoção. Depois de várias temporadas da série em um papel recorrente, Scott fez o papel de Guy Patterson em That Thing You Do! . Ele quase foi preterido por causa de sua semelhança com o diretor do filme, o ator Tom Hanks , mas a esposa de Hanks, Rita Wilson , incentivou a lançar Tom Everett no papel.
Scott teve vários outros papéis notáveis, como no filme Um Lobisomem Americano em Paris (1997), Morte na Universidade (1998). Scott também teve um papel recorrente na série de televisão ER (2002-2003), e tem tido inúmeras peças menores em outros filmes e programas de televisão. Ele estrelou em Saved (2006), um drama médico série no TNT canal a cabo. Ele apareceu na comédia Minha Mãe Quer que Eu Case (2007) e no drama "Os Segredos de Tanner Hall" (2009). Recentemente atuou no filme "Uma familia em apuros" (2012), com Marisa Tomei.